# Eremias fasciata
Espèce
Statut de conservation UICN

 CR A2c : 
En danger critique
Eremias fasciata est une espèce de sauriens de la famille des Lacertidae.

## Répartition
Cette espèce se rencontre dans l'est de l'Iran, dans le sud-ouest de l'Afghanistan et dans l'ouest du Pakistan.

## Publication originale
- Blanford, 1874 : Descriptions of new Reptilia and Amphibia from Persia and Baluchistán. Annals and magazine of natural history, ser. 4, vol. 14, p. 31-35 (texte intégral).